# Carl Georg Scheuermann
Carl Georg Scheuermann (* 3. November 1803 in Kopenhagen; † 5. Mai 1859 ebenda) war ein dänischer Landschaftsmaler.

## Familie und Werdegang
Scheuermann stammte aus einer Kopenhagener Kaufmannsfamilie. Seine Mutter war Charlotte Louise (geborene Zinn, 1781–1860), die seit 1802 mit dem Georg Frederik Vilhelm Scheuermann (1771–1811) verheiratet war. Dieser war zuvor seit 1798 mit Cathrine Magdalene (geborene Fiedler, * 1775) vermählt, die am 29. September 1800, kaum 25 Jahre alt, an einem Fieber verstarb.
Scheuermann hatte drei jüngere Schwestern.
- Julie Augusta (1805–1879) ⚭ Frederik Hammerich
- Emilie Louise (* 18. Oktober 1804; † 22. März 1871) ⚭ Amtsverwalter Christoph Adolph Hermann von Gähler (* 13. November 1807; † 16. Oktober 1898)[1]
- Agnes Camilla (31. Juli 1808 – 2. März 1891) ⚭ 10. Mai 1834 mit dem Komponisten Emil Horneman (6. Mai 1809 – 29. Mai 1870) später geschieden[2]

Aus der ersten Ehe seines Vaters stammten zwei Söhne
- Frederik Ferdinand Scheuermann, der 1820 als Student starb
- Vilhelm Theodor Scheuermann (1800–1830) war Landbesitzer in Jütland[3]

Da seine Eltern sehr an der Musik und bildender Kunst interessiert waren, wurde er mit dem Ziel Landschaftsmaler zu werden auf die Königlich Dänische Kunstakademie in Kopenhagen geschickt. Sein Vater war der Sohn eines Verlegers, der aus Mecklenburg stammte und nach Dänemark eingewandert war. Seine Geschäfte liefen gut bis etwa 1807 eines seiner Handelsschiffe zerstört wurde und er wenige Jahre später plötzlich verstarb.
Eine Erbschaft ermöglichte ihm ein unabhängiges Künstlerleben. Er unternahm mehrere Reisen durch Norddeutschland und Norwegen, malte aber hauptsächlich Sujets auf der dänischen Insel Seeland (Sjælland).
Seine Bilder befinden sich meist in Privatbesitz aber auch in der Königlichen Gemäldesammlung in Kopenhagen. Neben einer eher sporadischen  Ausstellungstätigkeit (1831–1835, 1841–1843 und 1850) widmete sich der stark religiös und philanthropisch geprägte Künstler mehr und mehr der sozialen Wohltätigkeit.
Scheuermann blieb unverheiratet und starb 1859 in Kopenhagen.